# Nicolás García
Nicolás García Hemme (* 20. Juni 1988) ist ein spanischer Taekwondoin. Er startet in der Gewichtsklasse bis 80 Kilogramm.
García wurde im Jahr 2005 in Baku Junioreneuropameister. Im Erwachsenenbereich errang er seine erste Medaille bei der Europameisterschaft 2008 in Rom, wo er das Finale erreichte und Silber gewann. Ebenfalls Silber gewann er im folgenden Jahr bei der Weltmeisterschaft in Kopenhagen, García verlor erst im Finale gegen Steven Lopez. Eine weitere Medaille konnte er mit Bronze bei der Europameisterschaft 2012 in Manchester gewinnen.
García gewann im Januar 2012 beim europäischen Olympiaqualifikationsturnier in Kasan in der Gewichtsklasse bis 80 Kilogramm den entscheidenden Kampf um den dritten Platz und qualifizierte sich für die Olympischen Spiele 2012 in London. Dort gewann er die Silbermedaille, wobei er im Finale knapp mit 0:1 Punkten gegen den Argentinier Sebastián Crismanich verlor. Bei den Mittelmeerspielen 2013 in Mersin gewann er die Bronzemedaille in der Gewichtsklasse bis 80 Kilogramm.